# Villa solaire Gosselin
La villa solaire Gosselin est une maison située à Lédenon et faisant l’objet d’une inscription au titre des monuments historiques en 2011.

### Lens externes
- Ressource relative à l'architecture :   - Mérimée